# Ріхард Геррманн
Ріхард Геррманн (нім. Richard Herrmann; 28 січня 1923, Катовиці — 27 липня 1962, Франкфурт-на-Майні) — німецький футболіст, що грав на позиції нападника. У складі національної збірної ФРН — чемпіон світу 1954 року.

## Клубна кар'єра
Геррман народився в 1923 році в місті Катовиці, яке у той час належало за референдумом Польщі, проте більша частина населення міста тоді були етнічними німцями, в тому числі і родина Ріхарда.
Геррман почав кар'єру футболіста в клубі «Каттовіц», де і перебував до закінчення Другої світової війни. В 1945 році клуб був розформований, а сам Ріхард, будучи солдатом Вермахту, потрапив у табір для військовополонених в англійському місті Дербі. Потім він провів деякий час в США, а пізніше був повернутий в Дербі. Його гра в турнірах для військовополонених привернула увагу керівництва клубу «Дербі Каунті», проте Геррманн повернувся в Західну Німеччину щойно йому випала така можливість у 1947 році.
З 1947 року виступав за «Франкфурт» аж до закінчення професійної кар'єри в 1960 році. Ріхард вирізнявся відмінним контролем м'яча і сильними ударами по воротах. Діяв на позиції лівого нападника.
У 1952 році італійський «Торіно» запропонував «Франкфурту» 60 тис. марок за Геррмана, однак футболіст відмовився від переходу в зв'язку з весіллям і народженням сина. Геррман відкрив у Франкфурті невеликий бізнес, торгуючи ліжками і тютюновими приладдям.
1958 року Геррман отримав серйозну травму, і фактично завершив кар'єру. Офіційно останній матч провів у сезоні 1959/60. Всього у вищій лізі Західної Німеччини (ще до утворення Бундесліги) Ріхард Геррман провів 320 матчів, в яких забив 100 голів.
Потім він деякий час тренував команду «Зекбах 02». Помер 27 липня 1962 року на 40-му році життя у місті Франкфурт-на-Майні від цирозу печінки.

## Виступи за збірну
12 листопада 1950 року дебютував в офіційних матчах у складі національної збірної Німеччини в грі проти Швейцарії, що відбулася в Штутгарті. Разом з Ріхардом тоді грали й інші майбутні творці «Бернського дива» — Бернгард Клодт, Макс Морлок, Оттмар Вальтер.
Саме вони тоді у складі збірної на чемпіонаті світу 1954 року у Швейцарії здобули перший для Німеччини титул чемпіона світу. Геррманн на тому турнірі зіграв лише в одному матчі, в першому, проти збірної Угорщини (3:8), в якому відзначився забитим голом. Більше Геррман не виступав за збірну, хоча Зепп Гербергер викликав його на ігри національної команд аж до 1956 року.
Всього протягом кар'єри у національній команді, яка тривала 5 років, провів у формі головної команди країни лише 8 матчів, забивши 1 гол.

## Титули і досягнення
- Чемпіон світу (1):

ФРН: 1954

## Статистика
| Чемпіонат | Чемпіонат   | Чемпіонат | Ліга | Ліга |
| Сезон     | Клуб        | Ліга      | Ігри | Голи |
| Німеччина | Німеччина   | Німеччина | Ліга | Ліга |
| --------- | ----------- | --------- | ---- | ---- |
| 1947-48   | «Франкфурт» | Оберліга  | 37   | 20   |
| 1948-49   | «Франкфурт» | Оберліга  | 27   | 7    |
| 1949-50   | «Франкфурт» | Оберліга  | 24   | 6    |
| 1950-51   | «Франкфурт» | Оберліга  | 29   | 6    |
| 1951-52   | «Франкфурт» | Оберліга  | 25   | 5    |
| 1952-53   | «Франкфурт» | Оберліга  | 24   | 6    |
| 1953-54   | «Франкфурт» | Оберліга  | 30   | 12   |
| 1954-55   | «Франкфурт» | Оберліга  | 27   | 6    |
| 1955-56   | «Франкфурт» | Оберліга  | 28   | 18   |
| 1956-57   | «Франкфурт» | Оберліга  | 14   | 3    |
| 1957-58   | «Франкфурт» | Оберліга  | 23   | 4    |
| 1958-59   | «Франкфурт» | Оберліга  | 25   | 6    |
| 1959-60   | «Франкфурт» | Оберліга  | 6    | 1    |
| Країна    | Німеччина   | Німеччина | 319  | 100  |
| Всього    | Всього      | Всього    | 319  | 100  |

| ФРН    | ФРН  | ФРН  |
| Роки   | Ігри | Голи |
| ------ | ---- | ---- |
| 1950   | 1    | 0    |
| 1951   | 3    | 0    |
| 1952   | 1    | 0    |
| 1953   | 1    | 0    |
| 1954   | 2    | 1    |
| Всього | 8    | 1    |

На чемпіонаті світу 1954 року:
| № | Турнір  | Команда | Рахунок | Суперник | Автори голів                                                    |
| - | ------- | ------- | ------- | -------- | --------------------------------------------------------------- |
| 1 | ЧС-1954 | ФРН     | 3:8     | Угорщина | Пфафф, Ран, Геррманн — Кочиш (4), Пушкаш, Хідегкуті (2), Й. Тот |